# Rally Albena – Zlatni Piassatzi – Sliven 1987
Rajd Bułgarii 1987 (18. Rally Albena – Zlatni Piassatzi – Sliven) – 18. edycja rajdu samochodowego Rajd Bułgarii rozgrywanego w Bułgarii. Rozgrywany był od 9 do 11 maja 1987 roku. Była to czternasta runda Rajdowych Mistrzostw Europy w roku 1987 (rajd miał najwyższy współczynnik – 4) oraz trzecia runda Rajdowego Pucharu Pokoju i Przyjaźni w roku 1987 (do tej klasyfikacji zaliczane było tylko pierwszych 21 oesów).

## Klasyfikacja rajdu
| Miejsce                      | Kierowca                     | Pilot                        | Samochód                     | Czas                         | Strata                       |                              |
| Klasyfikacja generalna i ERC | Klasyfikacja generalna i ERC | Klasyfikacja generalna i ERC | Klasyfikacja generalna i ERC | Klasyfikacja generalna i ERC | Klasyfikacja generalna i ERC | Klasyfikacja generalna i ERC |
| ---------------------------- | ---------------------------- | ---------------------------- | ---------------------------- | ---------------------------- | ---------------------------- | ---------------------------- |
| 1.                           | Patrick Snijers              | Dany Colebunders             | Lancia Delta HF 4WD          | 3:51:51                      | 0.0                          |                              |
| 2.                           | Stoyan Kolev                 | Boyko Ignatov                | Audi 80 Quattro              | 3:54:45                      | +2:54                        |                              |
| 3.                           | Andrzej Koper                | Krzysztof Gęborys            | Renault 11 Turbo             | 4:00:02                      | +8:11                        |                              |
| 4.                           | Yordan Kuznetsov             | Plamen Mizinov               | Lada VAZ 2105                | 4:21:39                      | +29:48                       |                              |
| 5.                           | Vihar Toplodolski            | Boiko Blagoev                | Lada VAZ 2105                | 4:22:08                      | +30:17                       |                              |
| 6.                           | Belcho Milev                 | Krasen Petrov                | Lada VAZ 2105                | 4:23:26                      | +31:35                       |                              |
| 7.                           | Stefan Vasile                | Ovidiu Scobai                | Dacia 1310                   | 4:24:18                      | +32:27                       |                              |
| 8.                           | Svetoslav Dochkov            | Kalin Naidenov               | Lada VAZ 2105                | 4:24:37                      | +32:46                       |                              |
| 9.                           | Georgi Georgiev              | Nikola Markov                | Lada VAZ 2105                | 4:26:39                      | +34:48                       |                              |
| 10.                          | Stefan Strauch               | Jens Meinig                  | Wartburg 353 W               | 4:27:01                      | +35:10                       |                              |
| Klasyfikacja CoPaF           |                              |                              |                              |                              |                              |                              |
| 1.                           | Georgi Petrov                | Atanas Yordanov              | Lada VAZ 2105 VFTS           | 3:30:48                      | 0.0                          |                              |
| 2.                           | Václav Blahna                | Pavel Schovánek              | Lada VAZ 2105 VFTS           | 3:30:53                      | +5                           |                              |
| 3.                           | Sergey Vukovich              | Andris Zvingevics            | Lada VAZ 2105 VFTS           | 3:32:56                      | +2:08                        |                              |
| 4.                           | Ilmar Raissar                | Rein Talvar                  | Lada VAZ 2105 VFTS           | 3:33:12                      | +2:24                        |                              |
| 5.                           | Pavel Jekov                  | Stefan Cholakov              | Lada VAZ 2105 VFTS           | 3:34:16                      | +3:28                        |                              |

| Miejsce                      | Drużyna                      |
| Klasyfikacja drużynowa RPPiP | Klasyfikacja drużynowa RPPiP |
| ---------------------------- | ---------------------------- |
| 1.                           | ZSRR                         |
| 2.                           | Bułgaria                     |
| 3.                           | Czechosłowacja               |
| 4.                           | Rumunia                      |
| 5.                           | Węgry                        |